# Erzbistum Lipa
Das Erzbistum Lipa (lat.: Archidioecesis Lipensis) ist eine auf den Philippinen gelegene römisch-katholische Erzdiözese mit Sitz in Lipa City. Es umfasst die Provinz Batangas.

## Geschichte
Papst Pius X. gründete das Bistum Lipa am 10. April 1910 aus Gebietsabtretungen des Bistums Cáceres und es wurde dem Erzbistum Manila als Suffraganbistum unterstellt.
Mit der Apostolischen Konstitution Qui summi Numinis wurde es am 20. Juni 1972 in den Rang eines Metropolitanerzbistums erhoben.
Teile seines Territoriums verlor es zugunsten der Errichtung folgender Bistümer:
- am 2. Juli 1936 an die Apostolische Präfektur Mindoro;
- am 28. März 1950 an das Bistum Lucena;
- am 25. April 1950 an die Territorialprälatur Infanta;
- am 28. November 1966 an das Bistum San Pablo.

## Bedeutende Kirchen
- Minor Basilica of St. Martin of Tours

## Ordinarien

### Bischöfe von Lipa
- Giuseppe Petrelli  (12. April 1910 – 30. März 1915, dann Offizial der Kurie)
- Alfredo Verzosa y Florentin (6. September 1916 – 25. Februar 1951, emeritiert)
- Alejandro Olalia (28. Dezember 1953 – 20. Juni 1972)

### Erzbischöfe von Lipa
- Alejandro Olalia (20. Juni 1972 – 2. Januar 1973, gestorben)
- Ricardo Jamin Vidal (22. August 1973 – 13. April 1981, Koadjutorerzbischof von Cebu)
- Mariano Gaviola y Garcés (13. April 1981 – 30. Dezember 1992, zurückgetreten)
- Gaudencio Borbon Rosales (30. Dezember 1992 – 15. September 2003, dann Erzbischof von Manila)
- Ramón Cabrera Argüelles (14. Mai 2004 – 2. Februar 2017)
- Gilbert Garcera (seit 2. Februar 2017)

## Angebliche Marienerscheinung
Im Karmel von Lipa soll 1948 die Muttergottes einer Novizin erschienen sein. 1951 untersagte das Erzbistum Lipa zunächst die Verehrung. 2015 erkannte Erzbischof Argüelles die Erscheinung als übernatürlich an. Die Anerkennung als Erscheinungsort wurde im Juni 2016 von der Kongregation für die Glaubenslehre wieder aufgehoben, die Erscheinung als nicht übernatürlich verworfen.

## Statistik
| Jahr | Bevölkerung | Bevölkerung | Bevölkerung | Priester   | Priester           | Priester         | Priester               | Ständige Diakone | Ordensleute | Ordensleute | Pfarreien |
| Jahr | Katholiken  | Einwohner   | %           | Gesamtzahl | Diözesan- priester | Ordens- priester | Katholiken je Priester | Ständige Diakone | männlich    | weiblich    | Pfarreien |
| ---- | ----------- | ----------- | ----------- | ---------- | ------------------ | ---------------- | ---------------------- | ---------------- | ----------- | ----------- | --------- |
| 1950 | 731.679     | 816.528     | 89,6        | 106        | 82                 | 24               | 6.902                  |                  | 14          | 60          | 70        |
| 1969 | 733.868     | 756.262     | 97,0        | 91         | 56                 | 35               | 8.064                  |                  | 46          | 140         | 41        |
| 1980 | 1.129.000   | 1.163.000   | 97,1        | 94         | 68                 | 26               | 12.010                 |                  | 114         | 117         | 44        |
| 1990 | 1.319.145   | 1.409.145   | 93,6        | 104        | 70                 | 34               | 12.684                 |                  | 146         | 154         | 46        |
| 2000 | 1.760.926   | 1.884.735   | 93,4        | 141        | 104                | 37               | 12.488                 |                  | 147         | 137         | 51        |
| 2004 | 1.843.617   | 1.905.348   | 96,8        | 147        | 108                | 39               | 12.541                 |                  | 147         | 200         | 53        |
| 2013 | 2.246.000   | 2.340.000   | 96,0        | 229        | 126                | 103              | 9.807                  |                  | 191         | 266         | 61        |
| 2023 | 3.337.746   | 3.414.937   | 97,7        | 216        | 125                | 91               | 15.452                 |                  | 190         | 258         | 65        |